# Are You The One? El Match Perfecto
Are You The One? El Match Perfecto es un programa de telerrealidad de MTV Latinoamérica, que está basado en la versión americana Are You the One? producido por Lighthearted Entertainment y presentado la cadena estadounidense de MTV. En el programa un grupo de 24 solteros deben vivir juntos y encerrados en una casa, sin acceso a internet ni redes sociales por varias semanas para encontrar a su media naranja para ganar un premio de 200 mil dólares.
“Estamos muy contentos de traer a América Latina Are You The One? El Match Perfecto, un fresco y adictivo reality show lleno de diversión, conflictos, drama y romance”, comentó Tiago Worcman, Vicepresidente Senior y Brand Manager de MTV Latinoamérica y Brasil. “Este experimento social pondrá a prueba el insaciable instinto de ganar frente a la delgada línea que existe entre el enamoramiento y el amor verdadero. La audiencia de MTV ha seguido la versión original y la brasileña por varias temporadas y su gran base de fans prueba que existe un gran interés entre los jóvenes por encontrar el amor”.
Las grabaciones de la primera temporada se llevaron a cabo en la playa de Las Terrenas en Samaná, República Dominicana, se estrenó por MTV Latinoamérica en septiembre de 2016. Es presentado por el actor mexicano Roberto Carlo.
La segunda temporada estuvo grabada en Trancoso, Bahía y se estrenó por MTV Latinoamérica el 12 de febrero de 2018. Es presentado por el actor mexicano Vadhir Derbez.

## Temporadas
| Temporadas | Temporadas | Locación             | Episodios | Transmisión              | Transmisión             | Número de participantes | Matches perfectos encontrados? | Total de dinero |
| Temporadas | Temporadas | Locación             | Episodios | Inicio                   | Final                   | Número de participantes | Matches perfectos encontrados? | Total de dinero |
| ---------- | ---------- | -------------------- | --------- | ------------------------ | ----------------------- | ----------------------- | ------------------------------ | --------------- |
|            | 1          | República Dominicana | 10        | 20 de septiembre de 2016 | 22 de noviembre de 2016 | 20                      | Sí                             | US$150,000      |
|            | 2          | Trancoso, Bahía      | 60        | 12 de febrero de 2018    | 6 de mayo de 2018       | 24                      | Sí                             | US$200,000      |

## Temporada 1

### Reparto
| Reparto             | Edad | Procedencia |
| ------------------- | ---- | ----------- |
| Andrés De La Mora   | 21   | México      |
| Cristian Moreno     | 27   | Colombia    |
| Diego Contreras     | 27   | México      |
| Esteban López       | 29   | Colombia    |
| Jesús Julián Soto   | 24   | México      |
| Johnny Prado        | 25   | México      |
| Juan Carlos Ramírez | 29   | México      |
| Roberto López       | 26   | Colombia    |
| Rogelio Rodríguez   | 26   | México      |
| Saulo Miralles      | 27   | Argentina   |

| Reparto                        | Edad | Procedencia |
| ------------------------------ | ---- | ----------- |
| Aida Rojo                      | 19   | México      |
| Daniela García                 | 27   | México      |
| Edna Ferrin                    | 25   | Colombia    |
| Jenniffer Quintero             | 23   | Colombia    |
| Katherine Mora                 | 25   | Costa Rica  |
| Marcela Abreu                  | 28   | México      |
| María Fernanda "Mafer" Morales | 20   | México      |
| María José Sánchez             | 27   | México      |
| Natalia Catalá                 | 24   | México      |
| Rosita Arias                   | 27   | Colombia    |

### Progreso
| Andrés            | Katherine | Katherine | Aida      | Katherine | Katherine | Katherine | Jennifer  | Edna      | Daniela   | Natalia   |
| Cristian          | Marcela   | Natalia   | Edna      | Natalia   | Natalia   | Natalia   | Katherine | Katherine | Katherine | Katherine |
| Diego             | Jenniffer | Jenniffer | Marcela   | María F   | Jenniffer | Jenniffer | Aida      | María J   | Natalia   | Edna      |
| Esteban           | María J   | María J   | María J   | María J   | María F   | María J   | María F   | Natalia   | Edna      | Daniela   |
| Julián            | Daniela   | Daniela   | Daniela   | Daniela   | Daniela   | Daniela   | Edna      | Jenniffer | Jenniffer | Jenniffer |
| Johnny            | Natalia   | Marcela   | Katherine | Marcela   | Marcela   | Edna      | Natalia   | Marcela   | Marcela   | Marcela   |
| Juan Carlos       | Rosita    | Rosita    | Rosita    | Rosita    | Rosita    | Rosita    | Rosita    | Rosita    | Rosita    | Rosita    |
| Roberto           | Aida      | Aida      | Natalia   | Aida      | Aida      | Aida      | María J   | Aida      | Aida      | Aida      |
| Rogelio           | María F   | María F   | María F   | Jenniffer | María J   | María F   | Daniela   | María F   | María F   | María F   |
| Saulo             | Edna      | Edna      | Jenniffer | Edna      | Edna      | Marcela   | Marcela   | Daniela   | María J   | María J   |
| Parejas Perfectas | 3         | 4         | 2         | 3         | 3         | 3         | 2         | 6         | 7         | 10        |

| Aida              | Roberto  | Roberto  | Andrés   | Roberto  | Roberto  | Roberto  | Diego    | Roberto  | Roberto  | Roberto  |
| Daniela           | Julián   | Julián   | Julián   | Julián   | Julián   | Julián   | Rogelio  | Saulo    | Andrés   | Esteban  |
| Edna              | Saulo    | Saulo    | Cristian | Saulo    | Saulo    | Johnny   | Julián   | Andrés   | Esteban  | Diego    |
| Jenniffer         | Diego    | Diego    | Saulo    | Rogelio  | Diego    | Diego    | Andrés   | Julián   | Julián   | Julian   |
| Katherine         | Andrés   | Andrés   | Johnny   | Andrés   | Andrés   | Andrés.  | Cristian | Cristian | Cristian | Cristian |
| Marcela           | Cristian | Johnny   | Diego    | Johnny   | Johnny   | Saulo    | Saulo    | Johnny   | Johnny   | Johnny   |
| Mafer             | Rogelio  | Rogelio  | Rogelio  | Diego    | Esteban  | Rogelio  | Esteban  | Rogelio  | Rogelio  | Rogelio  |
| María José        | Esteban  | Esteban  | Esteban  | Esteban  | Rogelio  | Esteban  | Roberto  | Diego    | Saulo    | Saulo    |
| Natalia           | Johnny   | Cristian | Roberto  | Cristian | Cristian | Cristian | Johnny   | Esteban  | Diego    | Andrés   |
| Rosita            | Juan C   | Juan C   | Juan C   | Juan C   | Juan C   | Juan C   | Juan C   | Juan C   | Juan C   | Juan C   |
| Parejas Perfectas | 3        | 4        | 2        | 3        | 3        | 3        | 2        | 6        | 7        | 10       |

Notas
 Nombre  Match Perfecto confimardo  Nombre  Match Perfecto no confirmado

### Cabina de la verdad
| N.º | Pareja                  | Episodio | Resultado      |
| --- | ----------------------- | -------- | -------------- |
| 1   | Andrés y María Fernanda | 1        | No Hay Match   |
| 2   | Cristian y Marcela      | 2        | No Hay Match   |
| 3   | Diego y Jenniffer       | 3        | No Hay Match   |
| 4   | Andrés y Katherine      | 4        | No Hay Match   |
| 5   | Cristian y Natalia      | 5        | No Hay Match   |
| 6   | Juan Carlos y Rosita    | 6        | MATCH PERFECTO |
| 7   | Cristian y Daniela      | 7        | No Hay Match   |
| 8   | Roberto y Aida          | 8        | MATCH PERFECTO |
| 9   | Saulo y Daniela         | 9        | No Hay Match   |
| 10  | Saulo y María José      | 10       | MATCH PERFECTO |

## Temporada 2
En noviembre de 2017, se anunció una segunda temporada de Are You The One: El Match Perfecto, que se lanzaría en 2018.

### Reparto
| Reparto                | Edad | Procedencia |
| ---------------------- | ---- | ----------- |
| Adolfo De La Fuente    | 27   | México      |
| Adrián Bluper          | 27   | México      |
| Andrés González        | 23   | Colombia    |
| Clovis Nienow          | 24   | México      |
| Cristóbal Fuentes      | 23   | Chile       |
| Daniel Henry           | 23   | México      |
| Eduardo Rivera         | 26   | México      |
| Israel "Rudo" Rudovsky | 30   | México      |
| Kevin Caicedo          | 23   | Colombia    |
| Mario Albornoz         | 26   | México      |
| Michell Campos         | 23   | México      |
| Víctor Sánchez         | 26   | México      |

| Reparto              | Edad | Procedencia |
| -------------------- | ---- | ----------- |
| Andy Chávez De Moore | 25   | México      |
| Angie Castro         | 23   | Colombia    |
| Connie Moll          | 22   | Chile       |
| Deana Molina         | 24   | México      |
| Dianey Sahagun       | 21   | México      |
| Elizabeth Varela     | 22   | México      |
| Frida Alarcón        | 20   | México      |
| Mariana Delgado      | 22   | Venezuela   |
| Patricia Carbajal    | 24   | México      |
| Quetzalli Bulnes     | 29   | México      |
| Sharon Yáñez         | 21   | México      |
| Talia Loaiza         | 28   | México      |

### Progreso
| Adolfo            | Frida     | Frida     | Frida     | Andy      | Andy      | Quetzalli | Mariana   | Quetzalli | Paty      | Quetzalli | Quetzalli | Quetzalli |
| Adrian            | Mariana   | Mariana   | Diana     | Diana     | Diana     | Sharon    | Diana     | Diana     | Diana     | Elizabeth | Dianey    | Frida     |
| Andres            | Quetzalli | Quetzalli | Quetzalli | Quetzalli | Quetzalli | Talía     | Dianey    | Sharon    | Elizabeth | Frida     | Diana     | Paty      |
| Clovis            | Angie     | Angie     | Angie     | Angie     | Angie     | Paty      | Angie     | Angie     | Angie     | Talía     | Angie     | Angie     |
| Cristobal         | Talía     | Talía     | Talía     | Talía     | Connie    | Mariana   | Talía     | Talía     | Talía     | Angie     | Talía     | Talía     |
| Dan               | Elizabeth | Elizabeth | Elizabeth | Elizabeth | Elizabeth | Angie     | Frida     | Dianey    | Connie    | Sharon    | Paty      | Diana     |
| Eduardo           | Sharon    | Sharon    | Paty      | Paty      | Paty      | Frida     | Paty      | Mariana   | Frida     | Connie    | Frida     | Dianey    |
| Kevin             | Paty      | Diana     | Mariana   | Mariana   | Mariana   | Diana     | Sharon    | Frida     | Dianey    | Mariana   | Elizabeth | Elizabeth |
| Mario             | Diana     | Paty      | Sharon    | Sharon    | Sharon    | Connie    | Elizabeth | Connie    | Mariana   | Dianey    | Sharon    | Sharon    |
| Michell           | Andy      | Andy      | Andi      | Frida     | Frida     | Andy      | Andy      | Andy      | Andy      | Andy      | Andy      | Andy      |
| Rudo              | Connie    | Connie    | Connie    | Connie    | Talía     | Elizabeth | Quetzalli | Paty      | Sharon    | Diana     | Mariana   | Mariana   |
| Victor            | Dianey    | Dianey    | Dianey    | Dianey    | Dianey    | Dianey    | Connie    | Elizabeth | Quetzalli | Paty      | Connie    | Connie    |
| Parejas Perfectas | 3         | 3         | 4         | 3         | 2         | 2         | 4         | 4         | 3         | 2         | 8         | 12        |

| Andy              | Michell   | Michell   | Michell   | Adolfo    | Adolfo    | Michell   | Michell   | Michell   | Michell   | Michell   | Michell   | Michell   |
| Angie             | Clovis    | Clovis    | Clovis    | Clovis    | Clovis    | Dan       | Clovis    | Clovis    | Clovis    | Cristóbal | Clovis    | Clovis    |
| Connie            | Rudo      | Rudo      | Rudo      | Rudo      | Cristóbal | Mario     | Víctor    | Mario     | Dan       | Eduardo   | Víctor    | Victor    |
| Diana             | Mario     | Kevin     | Adrián    | Adrián    | Adrián    | Kevin     | Adrián    | Adrián    | Adrián    | Rudo      | Andrés    | Dan       |
| Dianey            | Víctor    | Víctor    | Víctor    | Víctor    | Víctor    | Víctor    | Andrés    | Dan       | Kevin     | Mario     | Adrián    | Eduardo   |
| Elizabeth         | Dan       | Dan       | Dan       | Dan       | Dan       | Rudo      | Mario     | Víctor    | Andrés    | Adrián    | Kevin     | Kevin     |
| Frida             | Adolfo    | Adolfo    | Adolfo    | Michell   | Michell   | Eduardo   | Dan       | Kevin     | Eduardo   | Andrés    | Eduardo   | Adrian    |
| Mariana           | Adrián    | Adrián    | Kevin     | Kevin     | Kevin     | Cristóbal | Adolfo    | Eduardo   | Mario     | Kevin     | Rudo      | Rudo      |
| Paty              | Kevin     | Mario     | Eduardo   | Eduardo   | Eduardo   | Clovis    | Eduardo   | Rudo      | Adolfo    | Víctor    | Dan       | Andres    |
| Quetzalli         | Andrés    | Andrés    | Andrés    | Andrés    | Andrés    | Adolfo    | Rudo      | Adolfo    | Víctor    | Adolfo    | Adolfo    | Adolfo    |
| Sharon            | Eduardo   | Eduardo   | Mario     | Mario     | Mario     | Adrián    | Kevin     | Andrés    | Rudo      | Dan       | Mario     | Mario     |
| Talía             | Cristóbal | Cristóbal | Cristóbal | Cristóbal | Rudo      | Andrés    | Cristóbal | Cristóbal | Cristóbal | Clovis    | Cristóbal | Cristobal |
| Parejas Perfectas | 3         | 3         | 4         | 3         | 2         | 2         | 4         | 4         | 3         | 2         | 8         | 12        |

Notas
 Nombre  Match Perfecto confimardo
 Nombre  Match Perfecto no confirmado

### Cabina de la verdad
| N.º | Pareja             | Episodio | Resultado      |
| --- | ------------------ | -------- | -------------- |
| 1   | Adolfo y Elizabeth | 3        | No Hay Match   |
| 2   | Kevin y Paty       | 8        | No Hay Match   |
| 3   | Michell y Frida    | 13       | No Hay Match   |
| 4   | Dan y Elizabeth    | 18       | No Hay Match   |
| 5   | Clovis y Connie    | 23       | No Hay Match   |
| 6   | Víctor y Sharon    | 28       | No Hay Match   |
| 7   | Víctor y Dianey    | 33       | No Hay Match   |
| 8   | Eduardo y Paty     | 38       | No Hay Match   |
| 9   | Mario y Quetzalli  | 43       | No Hay Match   |
| 10  | Michell y Andy     | 48       | MATCH PERFECTO |
| 11  | Mario y Sharon     | 53       | MATCH PERFECTO |
| 12  | Dianey y Eduardo   | 58       | MATCH PERFECTO |